# تصفيات كأس العالم 2018 – إفريقيا المرحلة الثالثة
المرحلة الثالثة من التصفيات الإفريقية المؤهلة إلى كأس العالم لكرة القدم 2018 ، تتضمن 20 منتخبا موزعا على خمس مجموعات من أربع منتخبات، يتأهل الأول من كل مجموعة إلى مونديال 2018.

## كسر التعادل
حددت الفيفا معايير التأهيل في حال التعادل حسب القانون 20.6 و 20.7 من دستور الفيفا في الآتي:
1. النقاط
2. فارق الأهداف
3. الأهداف المسجلة
4. المواجهات المباشرة
5. فارق الأهداف في المواجهات المباشرة
6. الأهداف في المواجهات المباشرة
7. الأهداف خارج الميدان
8. مباراة فاصلة من 90 دقيقة إضافة إلى وقت إضافي وضربات ترجيحية

## المنتخبات المتأهلة
الفرق المتأهلة صنفت وفق تصنيف فيفا العالمي لشهر نوفمبر 2015.
- ساحل العاج (22)
- الجزائر (26)
- غانا (30)
- الرأس الأخضر (32)
- السنغال (39)
- تونس (41)
- الكاميرون (51)
- الكونغو (52)
- غينيا (53)
- جمهورية الكونغو الديمقراطية (55)
- مصر (57)
- نيجيريا (59)
- مالي (63)
- أوغندا (68)
- زامبيا (71)
- الغابون (73)
- جنوب إفريقيا (75)
- المغرب (62)
- بوركينا فاسو (93)
- ليبيا (113)

## المجموعات

### المجموعة أ
| م | الفريق                      | لعب | ف | ت | خ | أ.له | أ.ع | أ.ف | نقاط | التأهل                                |
| - | --------------------------- | --- | - | - | - | ---- | --- | --- | ---- | ------------------------------------- |
| 1 | تونس                        | 6   | 4 | 2 | 0 | 11   | 4   | +7  | 14   | التأهل إلى كأس العالم لكرة القدم 2018 |
| 2 | جمهورية الكونغو الديمقراطية | 6   | 4 | 1 | 1 | 14   | 7   | +7  | 13   |                                       |
| 3 | ليبيا                       | 6   | 1 | 1 | 4 | 4    | 10  | −6  | 4    |                                       |
| 4 | غينيا                       | 6   | 1 | 0 | 5 | 6    | 14  | −8  | 3    |                                       |

| جمهورية الكونغو الديمقراطية                  | 4–0                  | ليبيا |
| -------------------------------------------- | -------------------- | ----- |
| مبوكاني 6'، 56' · بولينغي 2+45' · موبيلي 69' | تقرير FIFA تقرير CAF |       |

| تونس                         | 2–0                  | غينيا |
| ---------------------------- | -------------------- | ----- |
| عبد النور 58' · بن حتيرة 60' | تقرير FIFA تقرير CAF |       |

| ليبيا | 0–1                  | تونس             |
| ----- | -------------------- | ---------------- |
|       | تقرير FIFA تقرير CAF | خزري 50' (ركلة.) |

| غينيا             | 1–2                  | جمهورية الكونغو الديمقراطية |
| ----------------- | -------------------- | --------------------------- |
| سوماه 23' (ركلة.) | تقرير FIFA تقرير CAF | كيبانو 54' · بولاسي 56'     |

| غينيا                                  | 3–2                  | ليبيا                |
| -------------------------------------- | -------------------- | -------------------- |
| - كيتا 7' - كامارا 22' - بانغورا 3+90' | تقرير FIFA تقرير CAF | - سابو 87' - زوي 88' |

| تونس                               | 2–1                  | جمهورية الكونغو الديمقراطية |
| ---------------------------------- | -------------------- | --------------------------- |
| - مرياح 18' (ركلة.) - الشعلالي 47' | تقرير FIFA تقرير CAF | باكامبو 43'                 |

| ليبيا      | 1–0                  | غينيا |
| ---------- | -------------------- | ----- |
| الحوني 36' | تقرير FIFA تقرير CAF |       |

| جمهورية الكونغو الديمقراطية | 2–2                  | تونس                         |
| --------------------------- | -------------------- | ---------------------------- |
| - مبيمبا 9' - موبوكو 47'    | تقرير FIFA تقرير CAF | - موكي 77' (ه.ذ.) - بدري 79' |

| غينيا      | 1–4                  | تونس                                      |
| ---------- | -------------------- | ----------------------------------------- |
| - كيتا 35' | تقرير FIFA تقرير CAF | - المساكني 45+2'، 74'، 90+6' - بن عمر 83' |

| ليبيا          | 1–2                  | جمهورية الكونغو الديمقراطية |
| -------------- | -------------------- | --------------------------- |
| - المصراتي 69' | تقرير FIFA تقرير CAF | - باكامبو 50' - موبيلي 75'  |

| تونس | 0–0                  | ليبيا |
| ---- | -------------------- | ----- |
|      | تقرير FIFA تقرير CAF |       |

| جمهورية الكونغو الديمقراطية                              | 3–1                  | غينيا            |
| -------------------------------------------------------- | -------------------- | ---------------- |
| سيديبي 61' (ه.ذ.) · بولينجي 2+90' (ركلة.) · كيبانو 3+90' | تقرير FIFA تقرير CAF | كييتا جونيور 76' |

### المجموعة ب
| م | الفريق    | لعب | ف | ت | خ | أ.له | أ.ع | أ.ف | نقاط | التأهل                                |
| - | --------- | --- | - | - | - | ---- | --- | --- | ---- | ------------------------------------- |
| 1 | نيجيريا   | 6   | 4 | 1 | 1 | 12   | 4   | +8  | 13   | التأهل إلى كأس العالم لكرة القدم 2018 |
| 2 | زامبيا    | 6   | 2 | 2 | 2 | 8    | 7   | +1  | 8    |                                       |
| 3 | الكاميرون | 6   | 1 | 4 | 1 | 7    | 9   | −2  | 7    |                                       |
| 4 | الجزائر   | 6   | 1 | 1 | 4 | 4    | 11  | −7  | 4    |                                       |

1. ↑  "Preliminary Draw procedures outlined". fifa.com. 9 يوليو 2015. مؤرشف من الأصل في 2017-09-10. اطلع عليه بتاريخ 2015-07-09.
2. ↑  "Regulations – 2018 FIFA World Cup Russia" (PDF). FIFA.com. مؤرشف من الأصل (PDF) في 2016-12-13.
3. ↑  "FIFA/Coca-Cola World Ranking – November 2015 (CAF)". FIFA.com. Fédération Internationale de Football Association. 9 يوليو 2015. مؤرشف من الأصل في 2018-05-26. اطلع عليه بتاريخ 2015-07-09.

| زامبيا      | 1–2                  | نيجيريا                   |
| ----------- | -------------------- | ------------------------- |
| مبيسوما 71' | تقرير FIFA تقرير CAF | إووبي 32' · إيهيناتشو 42' |

| الجزائر   | 1–1                  | الكاميرون    |
| --------- | -------------------- | ------------ |
| سوداني 7' | تقرير FIFA تقرير CAF | موكاندجو 24' |

| الكاميرون            | 1–1                  | زامبيا      |
| -------------------- | -------------------- | ----------- |
| أبوبكر 5+45' (ركلة.) | تقرير FIFA تقرير CAF | مبيسوما 34' |

| نيجيريا                     | 3–1                  | الجزائر     |
| --------------------------- | -------------------- | ----------- |
| موسيس 25'، 3+90' · ميكل 42' | تقرير FIFA تقرير CAF | بن طالب 67' |

| نيجيريا                                             | 4–0                  | الكاميرون |
| --------------------------------------------------- | -------------------- | --------- |
| - إيغالو 29' - ميكل 42' - موسيس 55' - إيهيناتشو 76' | تقرير FIFA تقرير CAF |           |

| زامبيا                      | 3–1                  | الجزائر     |
| --------------------------- | -------------------- | ----------- |
| - مويلا 6'، 32' - مويبو 88' | تقرير FIFA تقرير CAF | براهيمي 53' |

| الكاميرون          | 1–1                  | نيجيريا   |
| ------------------ | -------------------- | --------- |
| أبوبكر 75' (ركلة.) | تقرير FIFA تقرير CAF | سيمون 30' |

| الجزائر | 0–1                  | زامبيا   |
| ------- | -------------------- | -------- |
|         | تقرير FIFA تقرير CAF | داكا 66' |

| نيجيريا      | 1–0                  | زامبيا |
| ------------ | -------------------- | ------ |
| - إيووبي 73' | تقرير FIFA تقرير CAF |        |

| الكاميرون              | 2–0                  | الجزائر |
| ---------------------- | -------------------- | ------- |
| - نجي 25' - بانغوب 88' | تقرير FIFA تقرير CAF |         |

| الجزائر              | 3–0 مُنِحت             | نيجيريا  |
| -------------------- | -------------------- | -------- |
| إبراهيمي 88' (ركلة.) | تقرير FIFA تقرير CAF | أوغو 63' |

| زامبيا               | 2–2                  | الكاميرون                     |
| -------------------- | -------------------- | ----------------------------- |
| داكا 26' · مويلا 64' | تقرير FIFA تقرير CAF | زامبو أنغيسا 31' · يايا 1+90' |

### المجموعة ج
| م | الفريق     | لعب | ف | ت | خ | أ.له | أ.ع | أ.ف | نقاط | التأهل                                |
| - | ---------- | --- | - | - | - | ---- | --- | --- | ---- | ------------------------------------- |
| 1 | المغرب     | 6   | 3 | 3 | 0 | 11   | 0   | +11 | 12   | التأهل إلى كأس العالم لكرة القدم 2018 |
| 2 | ساحل العاج | 6   | 2 | 2 | 2 | 7    | 5   | +2  | 8    |                                       |
| 3 | الغابون    | 6   | 1 | 3 | 2 | 2    | 7   | −5  | 6    |                                       |
| 4 | مالي       | 6   | 0 | 4 | 2 | 1    | 9   | −8  | 4    |                                       |

| الغابون | 0–0                  | المغرب |
| ------- | -------------------- | ------ |
|         | تقرير FIFA تقرير CAF |        |

| ساحل العاج                                     | 3–1                  | مالي         |
| ---------------------------------------------- | -------------------- | ------------ |
| كوديجا 26' · كوليبالي 31' (ه.ذ.) · جرفينيو 34' | تقرير FIFA تقرير CAF | ياتاباري 18' |

| مالي | 0–0                  | الغابون |
| ---- | -------------------- | ------- |
|      | تقرير FIFA تقرير CAF |         |

| المغرب | 0–0                  | ساحل العاج |
| ------ | -------------------- | ---------- |
|        | تقرير FIFA تقرير CAF |            |

| المغرب                                                          | 6–0                  | مالي |
| --------------------------------------------------------------- | -------------------- | ---- |
| - زياش 19' (ركلة.) - بوطيب 27' - حكيمي 72' - فجر 86' - ماحي 88' | تقرير FIFA تقرير CAF |      |

| الغابون | 0–3                  | ساحل العاج                     |
| ------- | -------------------- | ------------------------------ |
|         | تقرير FIFA تقرير CAF | - غراديل 53' - دومبيا 77'، 83' |

| ساحل العاج | 1–2                  | الغابون                |
| ---------- | -------------------- | ---------------------- |
| كورنيه 58' | تقرير FIFA تقرير CAF | - ميي 19' - ليمينا 29' |

| مالي | 0–0                  | المغرب |
| ---- | -------------------- | ------ |
|      | تقرير FIFA تقرير CAF |        |

| مالي | 0–0                  | ساحل العاج |
| ---- | -------------------- | ---------- |
|      | تقرير FIFA تقرير CAF |            |

| المغرب              | 3–0                  | الغابون |
| ------------------- | -------------------- | ------- |
| بوطيب 36'، 56'، 72' | تقرير FIFA تقرير CAF |         |

| الغابون | 0–0                  | مالي |
| ------- | -------------------- | ---- |
|         | تقرير FIFA تقرير CAF |      |

| ساحل العاج | 0–2                  | المغرب                |
| ---------- | -------------------- | --------------------- |
|            | تقرير FIFA تقرير CAF | ضِرار 25' · بنعطية 30' |

### المجموعة د
| م | الفريق       | لعب | ف | ت | خ | أ.له | أ.ع | أ.ف | نقاط | التأهل                                |
| - | ------------ | --- | - | - | - | ---- | --- | --- | ---- | ------------------------------------- |
| 1 | السنغال      | 6   | 4 | 2 | 0 | 10   | 3   | +7  | 14   | التأهل إلى كأس العالم لكرة القدم 2018 |
| 2 | بوركينا فاسو | 6   | 2 | 3 | 1 | 10   | 6   | +4  | 9    |                                       |
| 3 | الرأس الأخضر | 6   | 2 | 0 | 4 | 4    | 12  | −8  | 6    |                                       |
| 4 | جنوب إفريقيا | 6   | 1 | 1 | 4 | 7    | 10  | −3  | 4    |                                       |

1. 1 2 3  سيلعب المنتخب الليبي مبارياته المضيفة خارج ليبيا بسبب الحرب الأهلية الليبية

1. ↑  قرار لجنة الإنضباط في الفيفا - 12 ديسمبر 2017 - موقع الفيفا نسخة محفوظة 04 يناير 2018 على موقع واي باك مشين.

| بوركينا فاسو | 1–1                  | جنوب إفريقيا |
| ------------ | -------------------- | ------------ |
| ديوارا 1+90' | تقرير FIFA تقرير CAF | فورمان 80'   |

| السنغال           | 2–0                  | الرأس الأخضر |
| ----------------- | -------------------- | ------------ |
| كيتا 24' · سو 80' | تقرير FIFA تقرير CAF |              |

| جنوب إفريقيا                         | ألغيت                | السنغال  |
| ------------------------------------ | -------------------- | -------- |
| هلاتشوايو 43' (ركلة.) · سيريرو 1+45' | تقرير FIFA تقرير CAF | نديو 75' |

| الرأس الأخضر | 0–2                  | بوركينا فاسو            |
| ------------ | -------------------- | ----------------------- |
|              | تقرير FIFA تقرير CAF | ديوارا 2' · ناكولما 29' |

| الرأس الأخضر               | 2–1                  | جنوب إفريقيا |
| -------------------------- | -------------------- | ------------ |
| نونو روشا 33'، 38' (ركلة.) | تقرير FIFA تقرير CAF | رانتي 14'    |

| السنغال | 0–0                  | بوركينا فاسو |
| ------- | -------------------- | ------------ |
|         | تقرير FIFA تقرير CAF |              |

| جنوب إفريقيا | 1–2                  | الرأس الأخضر             |
| ------------ | -------------------- | ------------------------ |
| جالي 89'     | تقرير FIFA تقرير CAF | مينديز رودريغيز 52'، 67' |

| بوركينا فاسو                    | 2–2                  | السنغال              |
| ------------------------------- | -------------------- | -------------------- |
| - تراوري 9' - نديايي 89' (ه.ذ.) | تقرير FIFA تقرير CAF | - سار 27' - ماني 75' |

| جنوب إفريقيا                          | 3–1                  | بوركينا فاسو |
| ------------------------------------- | -------------------- | ------------ |
| - تاو 1' - زواني 33' - فيلاكازي 45+1' | تقرير FIFA تقرير CAF | - تراوري 87' |

| الرأس الأخضر | 0–2                  | السنغال                 |
| ------------ | -------------------- | ----------------------- |
|              | تقرير FIFA تقرير CAF | - ساكو 81' - ندوي 2+90' |

| جنوب إفريقيا | 0–2                  | السنغال                    |
| ------------ | -------------------- | -------------------------- |
|              | تقرير FIFA تقرير CAF | ساكو 12' · مخيز 38' (ه.ذ.) |

| بوركينا فاسو                            | 4–0                  | الرأس الأخضر |
| --------------------------------------- | -------------------- | ------------ |
| ناكولما 1+45'، 58'، 62' · دياوارا 4+90' | تقرير FIFA تقرير CAF |              |

| السنغال                  | 2–1                  | جنوب إفريقيا |
| ------------------------ | -------------------- | ------------ |
| نغوتي 55' · مبودجي 3+90' | تقرير FIFA تقرير CAF | تاو 65'      |

### المجموعة ر
| م | الفريق  | لعب | ف | ت | خ | أ.له | أ.ع | أ.ف | نقاط | التأهل                                |
| - | ------- | --- | - | - | - | ---- | --- | --- | ---- | ------------------------------------- |
| 1 | مصر     | 6   | 4 | 1 | 1 | 8    | 4   | +4  | 13   | التأهل إلى كأس العالم لكرة القدم 2018 |
| 2 | أوغندا  | 6   | 2 | 3 | 1 | 3    | 2   | +1  | 9    |                                       |
| 3 | غانا    | 6   | 1 | 4 | 1 | 7    | 5   | +2  | 7    |                                       |
| 4 | الكونغو | 6   | 0 | 2 | 4 | 5    | 12  | −7  | 2    |                                       |

| غانا | 0–0                  | أوغندا |
| ---- | -------------------- | ------ |
|      | تقرير FIFA تقرير CAF |        |

| الكونغو  | 1–2                  | مصر                        |
| -------- | -------------------- | -------------------------- |
| دوري 24' | تقرير FIFA تقرير CAF | محمد صلاح 41' · السعيد 58' |

| أوغندا        | 1–0                  | الكونغو |
| ------------- | -------------------- | ------- |
| فاروق ميا 18' | تقرير FIFA تقرير CAF |         |

| مصر                           | 2–0                  | غانا |
| ----------------------------- | -------------------- | ---- |
| صلاح 43' (ركلة.) · السعيد 86' | تقرير FIFA تقرير CAF |      |

| أوغندا    | 1–0                  | مصر |
| --------- | -------------------- | --- |
| أوكوي 51' | تقرير FIFA تقرير CAF |     |

| غانا            | 1–1                  | الكونغو    |
| --------------- | -------------------- | ---------- |
| توماس بارتي 85' | تقرير FIFA تقرير CAF | بيفوما 17' |

| الكونغو       | 1–5                  | غانا                                       |
| ------------- | -------------------- | ------------------------------------------ |
| إلوي-آليت 43' | تقرير FIFA تقرير CAF | - بواكييه 23'، 85' - بارتي 26'، 2+45'، 69' |

| مصر     | 1–0                  | أوغندا |
| ------- | -------------------- | ------ |
| صلاح 5' | تقرير FIFA تقرير CAF |        |

| أوغندا | 0–0                  | غانا |
| ------ | -------------------- | ---- |
|        | تقرير FIFA تقرير CAF |      |

| مصر                       | 2–1                  | الكونغو    |
| ------------------------- | -------------------- | ---------- |
| - صلاح 63'، 90+5' (ركلة.) | تقرير FIFA تقرير CAF | - موتو 88' |

| الكونغو     | 1–1                  | أوغندا       |
| ----------- | -------------------- | ------------ |
| - بودري 10' | تقرير FIFA تقرير CAF | - كاريسا 11' |

| غانا        | 1–1                  | مصر            |
| ----------- | -------------------- | -------------- |
| - جياسي 64' | تقرير FIFA تقرير CAF | - شيكابالا 61' |

1. ↑  في 6 سبتمبر 2017 ألغت لجنة تصفيات كأس العالم التابعة للفيفا مباراة جنوب إفريقيا والسنغال الملعوبة في 12 نوفمبر 2016 بعدما تم ثبوت تلاعب بنتيجة المباراة من طرف الحكم الغاني جوزيف لامبتي الذي أوقف مدى الحياة حيث قام باحتساب ركلة جزاء خيالية للمنتخب الجنوب إفريقي.[1] قرار الإيقاف وإعادة المباراة أكدته محكمة التحكيم الرياضية رسميا في نفس اليوم.[2]

## الهدافون
خمسة أهداف
- محمد صلاح

أربعة أهداف
- خالد بوطيب
- توماس بارتي

ثلاثة أهداف
- يوسف المساكني
- فيكتور موسيس

هدفان
- حكيم زياش
- بانو دياوارا
- ألان تراوري
- كولينز مبيسوما
- ريتشموند بواكييه
- سيدو دومبيا
- ديوميرسي مبوكاني
- كيتا
- عبد الله السعيد
- فينسنت أبوبكر
- كيليتشي إيهيناتشو
- أليكس إيووبي
- جون أوبي ميكل
- نونو ميغيل مونتيرو روشا
- غاري مينديز رودريغيز

هدف واحد
- بن عمر
- كامارا
- بانغورا
- فاروق ميا
- الحوني
- إيمانويل أوكوي
- بريجوس ناكولما
- أشرف حكيمي
- فيصل فجر
- ميمون ماحي
- نبيل درار
- مهدي بنعطية
- أنيس بن حتيرة
- أيمن عبد النور
- وهبي خزري
- غيلان الشعلالي
- ياسين مرياح
- العربي هلال سوداني
- نبيل بن طالب
- ياسين براهيمي
- سابو
- زوي
- المصراتي
- ثولاني سيريرو
- ثولاني هلاتشوايو
- ديان فورمان
- جوناثان كودجيا
- جيرفينهو
- ماريو ليمينا
- ميي
- شيخ ندوي
- كيتا بالدي دياو
- موسى سو
- سيدوبا سوماه
- بنجامين موكاندجو
- فيريبوري دوري
- جوناثان بولينجي
- فيرمين ندومبي موبيلي
- نيسكينز كيبانو
- يانيك بولاسي
- سامبو ياتاباري

هدف ذاتي
- ساليف كوليبالي (أثناء اللعب ضد ساحل العاج)

## روابط خارجية
- مواقع رسمية ل2018 FIFA World Cup Russia، Qualifiers – Africa: Round 3, FIFA.com
- مواقع رسمية ل2018 FIFA World Cup Russia - Qualifiers (CAF)، Schedule and Results, CAFonline.com